# Pocky & Rocky 2
Pocky & Rocky 2, släpptes i Japan som Kiki Kaikai: Tsukiyozoushi (奇々怪界 月夜草子?), är ett SNES-spel utvecklat och utgivet av Natsume i Japan och Nordamerika, medan det i PAL-regionen utgavs av Ocean Software. Spelet är uppföljare till Pocky & Rocky.
Förutom flickan Pocky och hennes tvättbjörn Rocky finns bland de nya figurerna finns Bomber Bob, Little Ninja, Tengy, Scarecrow, Digger och Ottobot.

### Fotnoter
1. ↑  ”Super NES Games” (på engelska). Nintendo. Arkiverad från originalet den 24 augusti 2014. https://web.archive.org/web/20140824053522/http://www.nintendo.com/consumer/downloads/snes_games.pdf. Läst 30 april 2014.